# مكتبة مازارين

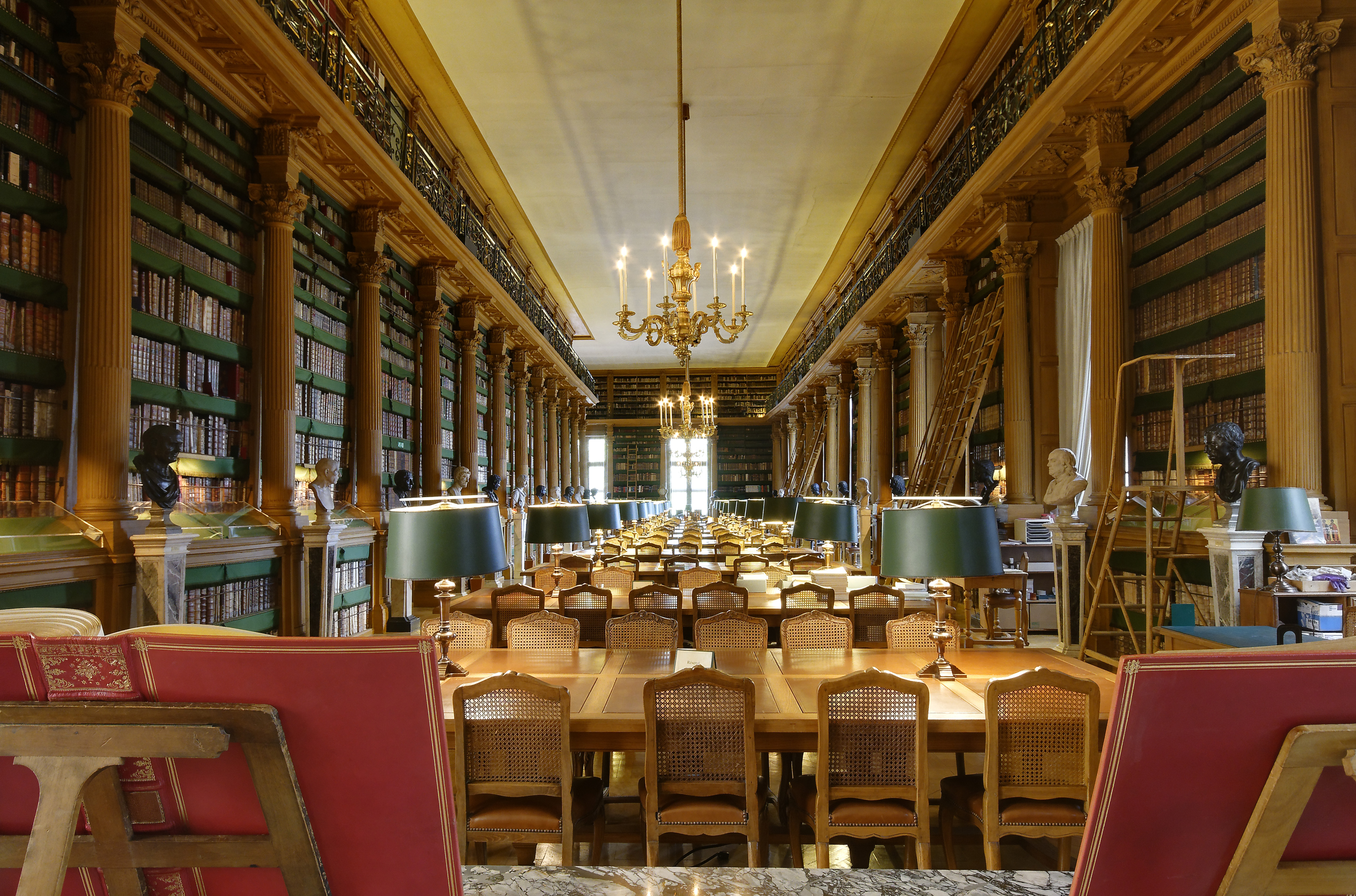
صالة القراءة في مكتبة مازاران.

مكتبة مازاران (بالفرنسيّة: Bibliothèque Mazarine) هي مكتبة تقع داخل قصر معهد فرنسا، في مدينة باريس، على الضفة اليسرى لنهر السين وتواجه متحف اللوفر.
أنشئت المكتبة في القرن السابع عشر من قِبل الكاردينال جول مازاران حيث كانت مكتبته الخاصة، واليوم تحوي المكتبة على واحدة من أغنى المجموعات من الكتب والمخطوطات النادرة في فرنسا، وهي أقدم مكتبة عامة في البلاد.

## مواقع خارجية
- (بالفرنسية) Site Internet de la bibliothèque (French)